# Адил Каскабај
Адил Каскабај (каз. Әділ Қасқабай, Ädil Qasqabay, рус. Адиль Каскабай; Тараз, 13. мај 1998) казахстански је пливач чија ужа специјалност су трке леђним стилом. Национални је првак и рекордер и репрезентативац.

## Спортска каријера
Дебитовао је на међународној сцени на светском првенству у Будимпешти 2017, где је пливао у квалификационим тркама на 100 слободно (41) и 200 леђно (34. место).
Прву медаљу у сениорској каријери је освојио 2018. на Азијским играма у Џакарти, пошто је пливао за казахстанску штафету 4×100 мешовито, која је освојила бронзану медаљу. У децембру исте године наступио је и на светском првенству у малим базенима у Хангџоуу. 
Други наступ на светским првенствима је имао у корејском Квангџуу 2019, где се такмичио у три дисциплине. Најбољи резултат му је било 22. место у трци штафета на 4×100 мешовито. У квалификацијама на 100 слободно је био 50, док је на 100 леђно заузео 40. место.